# بيت الديب
بيت الديب هي الرواية الرابعة لعزت القمحاوي، وكتابه الثامن، صدرت عام 2010 عن دار الآداب ببيروت. حصل القمحاوي على جائزة نجيب محفوظ عن هذه الرواية في 11 ديسمبر 2012.

## عن الرواية
في رواية بيت الديب يتناول عزت القمحاوي حياة أجيال متعددة لعائلة ريفية مصرية على مدى أكثر من مائة وخمسين عامًا، ليرصد التاريخ المصري والعالمي من خلال تاريخ العائلة. يؤسس القمحاوي في هذه الرواية قرية بين الواقع والخيال، تضم الهاربين من ظلم الضرائب العثمانية في مفترق طرق يلتقون فيه بالمصادفة، ويعيشون على المساوة التامة مستمتعين بنسيان الحكومة لهم حتى تبدأ لعبة السلطة في القرية مع تولي محمد علي باشا حكم مصر، وتستمر الأحداث حتى غزو العراق حيث يعود أحد أفراد الأسرة كان جده قد غادر القرية في بداية القرن العشرين.
تقع الرواية في 320 صفحة من القطع المتوسط، وهي بهذا تعتبر العمل الأكبر حجمًا للقمحاوي، لكنها تتميز بالاقتصاد اللغوي أيضًا، فنرى التاريخ مرجعًا خافتًا في الخلفية، بينما يبقى الإنسان صامدًا في وجه أحداث التاريخ وقدَرهِ الشخصي.

## وصلات خارجية
- صفحة الكاتب على الفيسبوك  على فيسبوك.
- دار الآداب على الفيسبوك  على فيسبوك.
- آراء القراء حول رواية بيت الديب على موقع أبجد
- بيت الديب في موقع goodreads